# Dynybyl
 Dynybyl je česká značka lihovin.

## Historie
Roku 1918 začal zakladatel firmy Emil Dynybyl (1897–1948) v Chelčického ulici na pražském Žižkově vyrábět likéry studenou cestou. Dynybyl se narodil v Kostelních Střimelicích u Stříbrné Skalice, ale žil od dětství na pražském Žižkově. Jakožto nadšenec pro esperanto pojmenoval v této umělé řeči i svůj podnik, jehož oficiální název zněl „Průmysl likérových nápojů Verda Stelo Emil Dynybyl“ (verda stelo = zelená hvězda). Ve 40. letech 20. století přesunul Dynybyl likérku do Říčan. Po událostech února 1948 byla firma znárodněna a přejmenována. Dynybyl přišel o většinu svého podnikatelského i soukromého majetku. Ztrátu podniku těžce nesl, 19. července 1948 jej pak stihl infarkt, kterému ve věku 50 let podlehl. 
V roce 1991 byla likérka vrácena potomkům Emila Dynybyla. Firmu v roce 1999 koupila švédská společnost Vin and Spirit AB. V roce 2005 firmu odkoupila skupina Bohemia Sekt a přesunula výrobu do Mikulova. V roce 2016 koupil značku gin Dynybyl od české skupiny Bohemia Sekt středoevropský výrobce lihovin Stock Spirits Group, který v České republice vlastní likérku Stock Plzeň-Božkov.

## Sortiment
Výrobková řada firmy Dynybyl zahrnuje:
- Special Dry Gin
- Griotte
- Staročeská Žitná